# 小林武史 (ヴァイオリニスト)
小林 武史（こばやし たけし、1931年2月11日 - 2025年5月19日）は、日本のヴァイオリニスト。

## 人物・来歴
インドネシア・スマトラ島出身。当時父親の小林米作がコダックのスマトラ店で働いていた。
1941年、鈴木鎮一に師事。
1949年、第18回毎日音楽コンクールヴァイオリンの部 第1位。
1953年、アラム・ハチャトゥリアンのヴァイオリンコンチェルトを日本初演。
1955年、東京交響楽団のコンサートマスターに就任。
1961年、ブルノ国立フィルハーモニー管弦楽団のコンサートマスターに就任。
1964年、オーストリア・リンツ・ブルックナー管弦楽団のコンサートマスターに就任。
1967年、読売日本交響楽団のコンサートマスターに就任。
1969年、ショスタコーヴィチのヴァイオリンコンチェルト第2番を日本初演。
1979年、伊福部昭のヴァイオリン協奏曲第２番をチェコスロヴァキア国立ブルノ・フィルハーモニーで初演。
1983年、チェコスロヴァキア・ブルノ市国際音楽祭で團伊玖磨のファンタジアをブルノ・フィルハーモニーと世界初演。
1988年度、第43回文化庁芸術祭賞（音楽部門）受賞。1996年度、第51回同賞（音楽部門大賞）受賞。
精力的に海外演奏活動を行い、国際交流基金文化使節としても活躍。ヴェネズエラでのスズキ・メソードに基づいた教育活動が、同国の文化政策エル・システマ成立に大きな役割を果たした。
コレギウム・ムジクム東京主宰、宮城・中新田バッハホール音楽院院長。
2025年5月19日、膀胱癌のため死去。94歳没。

### 家族
- 父は、科学映画制作者の小林米作。
- 実弟に、同じくヴァイオリニストの小林健次（東京都交響楽団 元ソロ・コンサートマスター、桐朋学園大学教授）。

## 著書
- 『ヴァイオリン一挺、世界独り歩き』芸術現代社、1980年
- 『ファンタジア わが人生』神奈川新聞社、2013年